# Чумак, Дмитрий Витальевич
Дмитрий Витальевич Чумак (род. 11 июля 1990, Скадовск) — украинский тяжелоатлет, мастер спорта Украины международного класса, Заслуженный мастер спорта, серебряный призёр чемпионата мира 2018 года, бронзовый призёр чемпионата мира 2015 года по многоборью, трёхкратный чемпион Европы. Участник Олимпийских игр 2016 года. 7-микратный чемпион и рекордсмен Украины.

## Биография
Родился 11 июля 1990 года в городе Скадовске, Херсонская область.
В 2009 году окончил Херсонское высшее училище физической культуры, в 2016 году — Херсонский государственный университет (факультет физического воспитания и спорта). Спортсмен Херсонской школы высшего спортивного мастерства (переменный состав). Представляет физкультурно-спортивное общество «Динамо».
Мастер спорта Украины международного класса. Тренеры: Пастух П. В., Готфрид Д. Р., Мацеха М. М.
Первым спортивным достижением было второе место на чемпионате Европы среди кадетов в 2007 году; в следующем году занял восьмое место на чемпионате мира среди юниоров и десятое место на чемпионате Европы среди юниоров.
С 2012 года проживает в Киеве.
В 2014 году занял восьмое место на чемпионате мира, а через год завоевал бронзу на мировом первенстве (386 кг). Изначально Чумак не попадал на пьедестал, но поднялся на третье место благодаря дисквалификации трёх участников из-за допинга.
На Чемпионате Европы 2017 в Сплите (Хорватия) завоевал сразу три медали: бронзу, серебро и золото.
В начале ноября 2018 года на чемпионате мира в Ашхабаде украинский спортсмен, в весовой категории до 102 кг, завоевал серебряную медаль мирового первенства, сумев взять общий вес 393 кг. Выполняя упражнение толчок, Дмитрий показал второй результат с весом на штанге 217 кг, в рывке стал третьим с весом 176 кг.
В Батуми на чемпионате Европы 2019 года украинец стал чемпионом Европы, взяв общий вес по сумме двух упражнений 391 кг. И в рывке и в толчке ему не было равных (рывок — 175 кг, толчок — 216 кг).
На чемпионате мира 2019 года в Паттайе Дмитрий Чумак завоевал малую бронзовую медаль в толкании штанги в весовой категории до 102 кг, подняв штангу весом 217 кг. В итоговом протоколе он стал четвёртым с результатом 393 кг.
В апреле 2021 года на чемпионате Европы в Москве в весовой категории до 109 кг Дмитрий стал чемпионом Европы с результатом 407 килограммов. В упражнении «рывок» он поднял 181 килограммов, а в упражнении «толчок» стал первым с весом на штанге 226 килограммов.
6 мая, вне спортивного турнира, Чумак уклонился от прохождения допинг-теста и, якобы, попытался подкупить допинг-офицера, за что временно был отстранён от соревнований и не поехал на Олимпиаду в Токио.

## Спортивные результаты
| Год  | Соревнование            | Место проведения | Весовая категория | Рывок  | Толчок | Сумма двоеборья | Место |
| 2014 | Чемпионат мира          | Алматы           | до 94 кг          | 173 кг | 210 кг | 383 кг          | 8     |
| 2015 | Чемпионат мира          | Хьюстон          | до 94 кг          | 175 кг | 211 кг | 386 кг          | 3     |
| 2016 | Летние Олимпийские игры | Рио-де-Жанейро   | до 94 кг          | 174 кг | 213 кг | 387 кг          | 6     |
| 2017 | Чемпионат Европы        | Сплит            | до 94 кг          | 174 кг | 214 кг | 388 кг          | 1     |
| 2018 | Чемпионат мира          | Ашхабад          | до 102 кг         | 176 кг | 217 кг | 393 кг          | 2     |
| 2019 | Чемпионат Европы        | Батуми           | до 102 кг         | 175 кг | 216 кг | 391 кг          | 1     |
| 2019 | Чемпионат мира          | Паттайя          | до 102 кг         | 176 кг | 217 кг | 393 кг          | 4     |
| 2020 | Кубок мира              | Рим              | до 109 кг         | 180 кг | 225 кг | 405 кг          | 1     |
| 2021 | Чемпионат Европы        | Москва           | до 109 кг         | 181 кг | 226 кг | 407 кг          | 1     |